# 白ひげの滝
白ひげの滝（しらひげのたき）は、北海道美瑛町の白金温泉郷にある滝。落差30メートル、標高600メートル。日本では珍しい潜流瀑に分類される。

## 概要
美瑛川の白金小函にある湧水の滝である。渓谷の断崖の岩の隙間から細く数多く流れ落ちる青みがかった滝水が白い髭にみえることから命名されたとされる。
瀧は白金温泉街の中心を流れる美瑛川にかかる白金橋（通称ブルーリバー橋）から一望できる。滝のすぐ上には白金温泉バス停とホテル群がある。

### ギャラリー

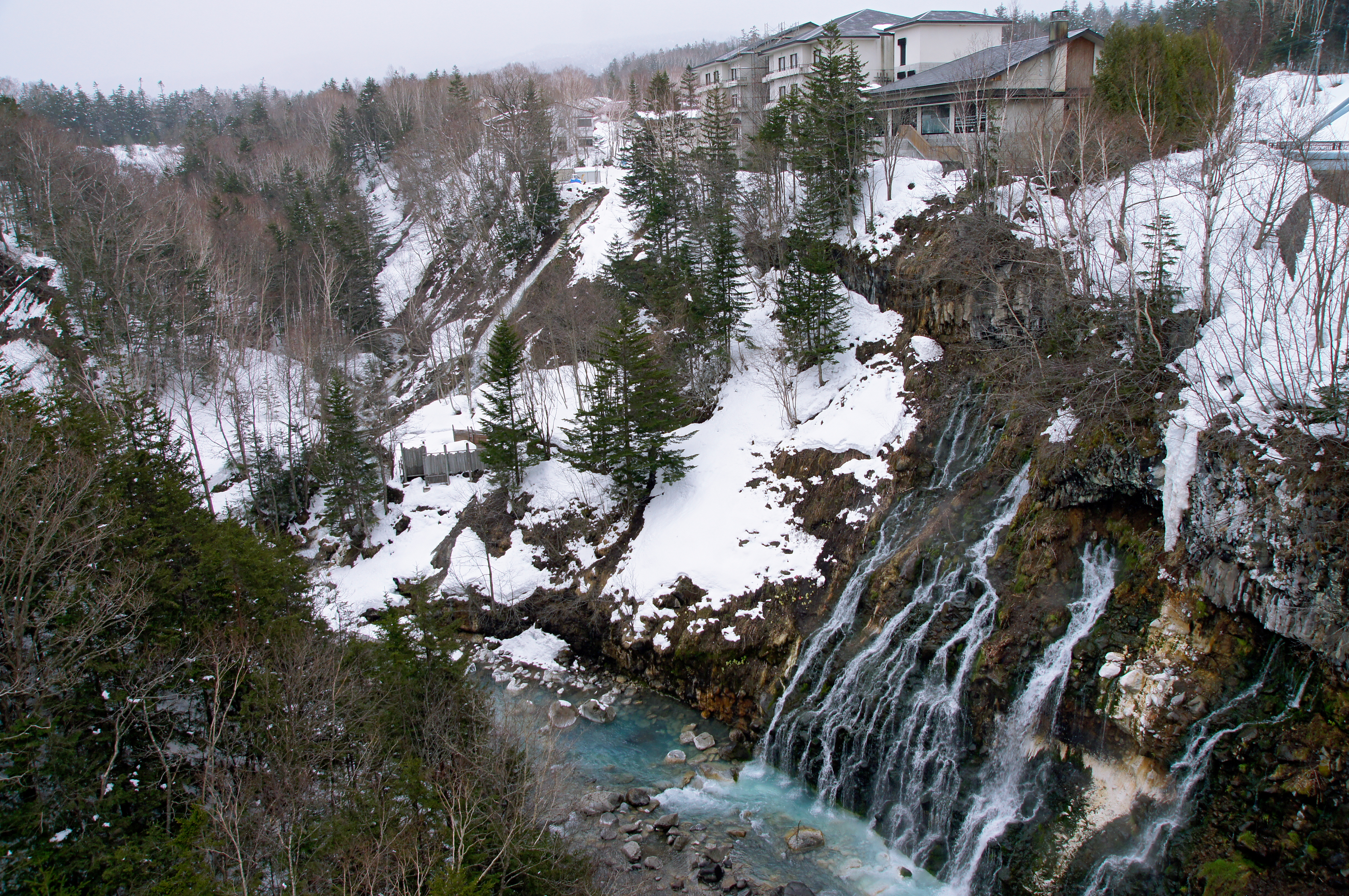
白ひげの滝と湯元白金温泉ホテル（2013年5月）
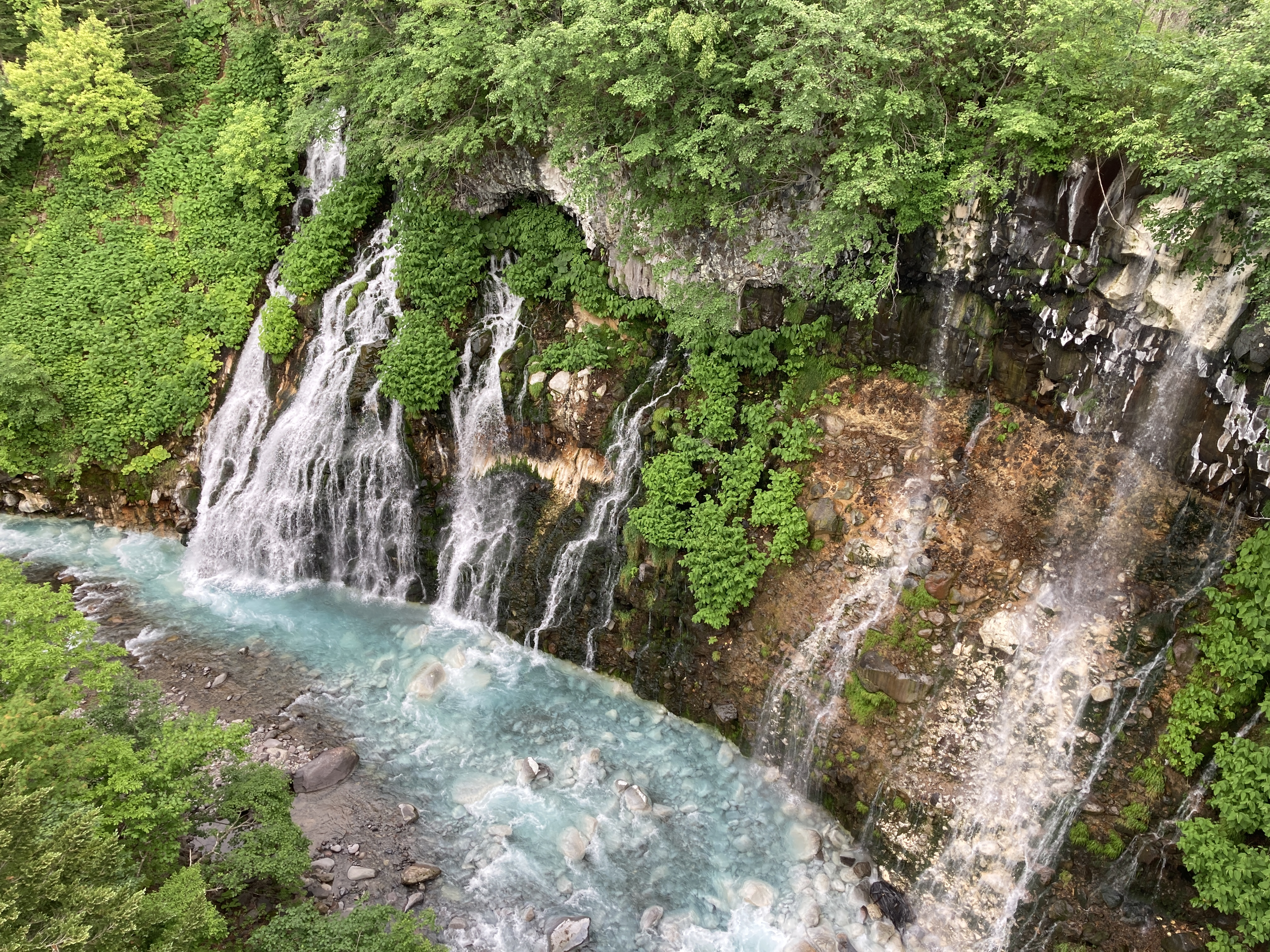
6月の白ひげの滝（2022年6月）

## 周辺
- 湯元白金温泉ホテル（滝のすぐ上）
- 十勝岳火山砂防情報センター（滝の対岸の山腹、徒歩7分）
- 青い池（美瑛川の下流、徒歩50分）

## 交通アクセス
- JR美瑛駅から道北バス「大雪青年の家」行きで26分、「白金温泉」下車、徒歩3分